# Население на Сейшелските острови
Населението на Сейшелските острови според последното преброяване от 2010 г. е 90 945 души.

## Численост
Численост на населението според преброяванията през годините:
| Година | Численост |
| 1977   | 61 898    |
| 1987   | 68 598    |
| 1997   | 75 876    |
| 2002   | 81 755    |
| 2010   | 90 945    |

## Възрастова сткруктура
(2005)
- 0-14 години: 26,4% (мъжe 10 839/ жени 10 601)
- 15-64 години: 67,4% (мъже 26 709/ жени 28 025)
- над 65 години: 6,2% (мъже 1622/ жени 3392)

## Коефициент на плодовитост
- 2005-1.75

## Религия
(2007)
- 93,1 % – християни
  - 82,2 % – католици
  - 6,4 % – англикани
  - 1,1 % – адвентисти
  - 3,4 % – други
- 2,1 % – индуси
- 1,1 % – мюсюлмани
- 1 % – будисти

## Езици
Официален език във Сейшелските острови е английски.